# Arupái
Arupái (Urupaya, Arupáy), jedno od nestalih indijanskih plemena koji su obitavali na području brazilske države Rondónia. Jezik kojim su govorili bio je dijalekt jezika Manitsauá, jednog od plemena iz šire skupine Yuruna, velika porodica tupian. Ne smiju se brkati se Indijancima Urupá, plemenom iz skupine Chapacura, također iz Rondónije. Opisivani su kao jedno od divljih plemena.